# HMS K4
Pour les articles homonymes, voir K4.
Le HMS K4 est un sous-marin britannique de classe K construit pour la Royal Navy par Vickers à Barrow-in-Furness. Sa quille est posée le 28 juin 1915 et il est mis en service le 1er janvier 1917, un an avant la fin de la Première Guerre mondiale.

## Conception
Le K4 avait un déplacement de 1 800 tonnes en surface et 2 600 tonnes en immersion. Il avait une longueur totale de 103 m, un maître-bau de 8,08 m et un tirant d'eau de 6,38 m. Le sous-marin était propulsé par deux chaudières Yarrow Shipbuilders alimentées au mazout, qui alimentaient chacune une turbine à vapeur Brown-Curtis ou Parsons développant 10 500 ch (7 800 kW) qui entraînaît deux hélices de 2,29 m de diamètre. En immersion, la propulsion était assurée par quatre moteurs électriques, produisant chacun de 350 à 360 ch (260 à 270 kW). Il avait également un moteur Diesel de 800 ch (600 kW), qui était utilisé le temps que la vapeur monte en pression, ou à la place de celle-ci.
Le sous-marin avait une vitesse maximale en surface de 24 noeuds (44 km/h) et une vitesse en immersion de 9 à 9,5 noeuds (16,7 à 17,6 km/h),. Il pourrait opérer à une profondeurs de 150 pieds (46 m) et y parcourir 80 milles marins (150 km) à 2 noeuds (3,7 km/h).
Le K4 était armé de dix tubes lance-torpilles de 18 pouces (457 mm), de deux canons de pont de 4 pouces (100 mm) et d’un canon antiaérien de 3 pouces (76 mm). Ses tubes lance-torpilles étaient répartis ainsi : quatre dans l’étrave, quatre dans la section centrale, tirant sur les côtés, et deux sur le pont dans un affût rotatif. Son effectif était de cinquante-neuf membres d’équipage.

## Accidents

### Janvier 1917
En janvier 1917, le HMS K4 s’échoue sur l’île de Walney. Le géant britannique des sous-marins s’est échoué sur la plage mais n’a pas été endommagé. Il a été renfloué le lendemain ,.

### 17 novembre 1917
Le 17 novembre 1917, le K4 entre en collision avec son sister-ship HMS K1 lors d’un accident au large des côtes danoises. Le croiseur léger Blonde, opérant avec eux, a dû faire un virage serré pour éviter trois unités de la 4e Escadre de croiseurs légers. Dans la confusion, le K4 est entré en collision avec le K1. L’équipage du K1 a été secouru et le K1, irrécupérable, a été coulé par le HMS Blonde.

### Perte
Le K4 fut perdu le 31 janvier 1918, alors qu’il était attaché à la 13e flottille sous-marine lors de l’exercice nocturne de la flotte qui sera plus tard connu sous le nom de Bataille de l'île de May (opération E.C.1). Alors qu’il tentait d’éviter une collision avec le HMS K3, le K4 a été victime de collisions avec les HMS K6 et K7. Il fut perdu corps et biens. L’épave est désignée comme lieu protégé en vertu de la Loi de 1986 sur la protection des sépultures militaires.